# ويليام جي. فورنير
ويليام جي. فورنير (بالإنجليزية: William G. Fournier)‏ هو عسكري أمريكي، ولد في 21 يونيو 1913 في نورويتش في الولايات المتحدة، وتوفي في 13 يناير 1943.